# Human Nature (America)
Human Nature è un album in studio del gruppo rock statunitense America, pubblicato nel 1998.

## Tracce
1. From a Moving Train (Gerry Beckley) – 3:42
2. Wednesday Morning (Beckley) – 3:45
3. Town and Country (Dewey Bunnell, Beckley) – 3:02
4. Moment to Moment (Beckley, Phil Galdston) – 4:57
5. Hidden Talent (Beckley) – 3:55
6. Wheels Are Turning (Bunnell, Beckley) – 4:34
7. World Alone (Bunnell) – 3:31
8. Overwhelming World Suite (Overwhelming World - Come Back - Barstow) (Beckley) – 7:51
9. Pages (Bunnell, Beckley) – 3:52
10. Hot Town (Bunnell) – 3:43
11. Whispering (Beckley) – 3:27
12. Oloololo (Bunnell, Beckley) – 3:08